# Nadja Spiegelman
Najda Spiegelman,  née le 13 mai 1987, est une écrivaine et éditrice américaine.

## Biographie
Elle est l'auteure d'un mémoire sur sa mère, sa grand-mère et son arrière-grand-mère, intitulé I'm Supposed to Protect You from All This et traitant de la faillibilité de la mémoire.
Elle a également écrit trois bandes dessinées pour enfants, Zig and Wikki in Something Ate My Homework, Zig and Wikki in The Cow et Lost in NYC: A Subway Adventure dans la collection Toon Books.
Elle est la fille de l'auteur de bande dessinée et illustrateur Art Spiegelman (auteur de Maus) et de Françoise Mouly, directrice artistique du magazine américain The New Yorker depuis 1993. Elle apparaît dans plusieurs œuvres d'Art Spiegelman : Maus lui est dédié ainsi qu'à son frère Dashiell Spiegelman et au premier fils décédé de son père, Richieu. Elle est aussi un personnage dans À l'ombre des tours mortes, une bande dessinée autobiographique autour des attentats du 11 septembre 2001.
En 2012, elle participa à la création de Blown Covers, un livre de Françoise Mouly sur les couvertures refusées par le New Yorker et elle est mentionnée en tant qu'éditrice associée. En prévision de la publication du livre, Spiegelman et Mouly lancèrent un tumblr jusqu'en octobre 2012, sur lequel elles organisaient chaque semaine un concours de couverture façon New Yorker autour de thèmes variés allant de la fête des mères à la mort de Trayvon Martin. Des artistes soumettaient des esquisses et douze vainqueurs étaient publiés chaque vendredi avec des commentaires des éditrices Mouly et Spiegelman. Une image soumise sur le site internet fut publiée en couverture du New Yorker en juin 2012. En plus du concours, le tumblr présentait également des images des archives de Mouly-Spiegelman, notamment d'anciennes photographies et pages du magazine Raw.
En 2016, Nadja Spiegelman et Françoise Mouly ont lancé Resist!, une publication de bandes dessinées politiques réalisées principalement par des artistes femmes. Elles ont créé un site internet avec un appel ouvert à contributions, semblable à la méthode utilisée pour la promotion de Blown Covers. Le premier numéro a été imprimé à 60 000 exemplaires sous format tabloïd et distribué gratuitement lors des manifestations à travers les États-Unis au moment de l'investiture de Donald Trump.
Nadja Spiegelman a reçu en 2017 une bourse de la MacDowell Colony.